# ГАЕС Bath County
ГАЕС Bath County — гідроакумулювальна електростанція у штаті Вірджинія (Сполучені Штати Америки).
Нижній резервуар створили на Бек-Крік, правій притоці річки Джексон, котра в свою чергу є правою твірною річки Джеймс (дренує східну сторону Аппалачів та впадає із заходу до Чесапікської затоки). Для цього звели земляну/кам'яно-накидну греблю висотою 41 метр та довжиною 732 метри, яка потребувала 3,1 млн м3 матеріалу. Вона утримує водосховище з площею поверхні 2,2 км2, в якому припустиме коливання рівня в операційному режимі допускається в діапазоні 18 метрів.
Верхній резервуар створили на Літтл-Бек-Крік, правій притоці Бек-Крік, за допомогою так само земляної/кам'яно-накидної греблі висотою 140 метрів та довжиною 671 метр, яка потребувала 13,8 млн м3 матеріалу. Вона утримує водосховище з площею поверхні 1,1 км2 і припустимим коливанням рівня у операційному режимі в діапазоні 32 метрів. Ця водойма за допомогою трьох тунелів завдовжки по 1158 метрів з діаметром по 8,7 метра пов'язана із розташованим на березі нижнього резервуару машинним залом.
Основне обладнання станції становлять шість оборотних турбін типу Френсіс, які первісно мали потужність по 458 МВт, а після проведеної у 2000-х роках модернізації досягли показника 500 МВт. Під час роботи вони використовують напір у 329 метрів.